# Aydın Sefa Akay

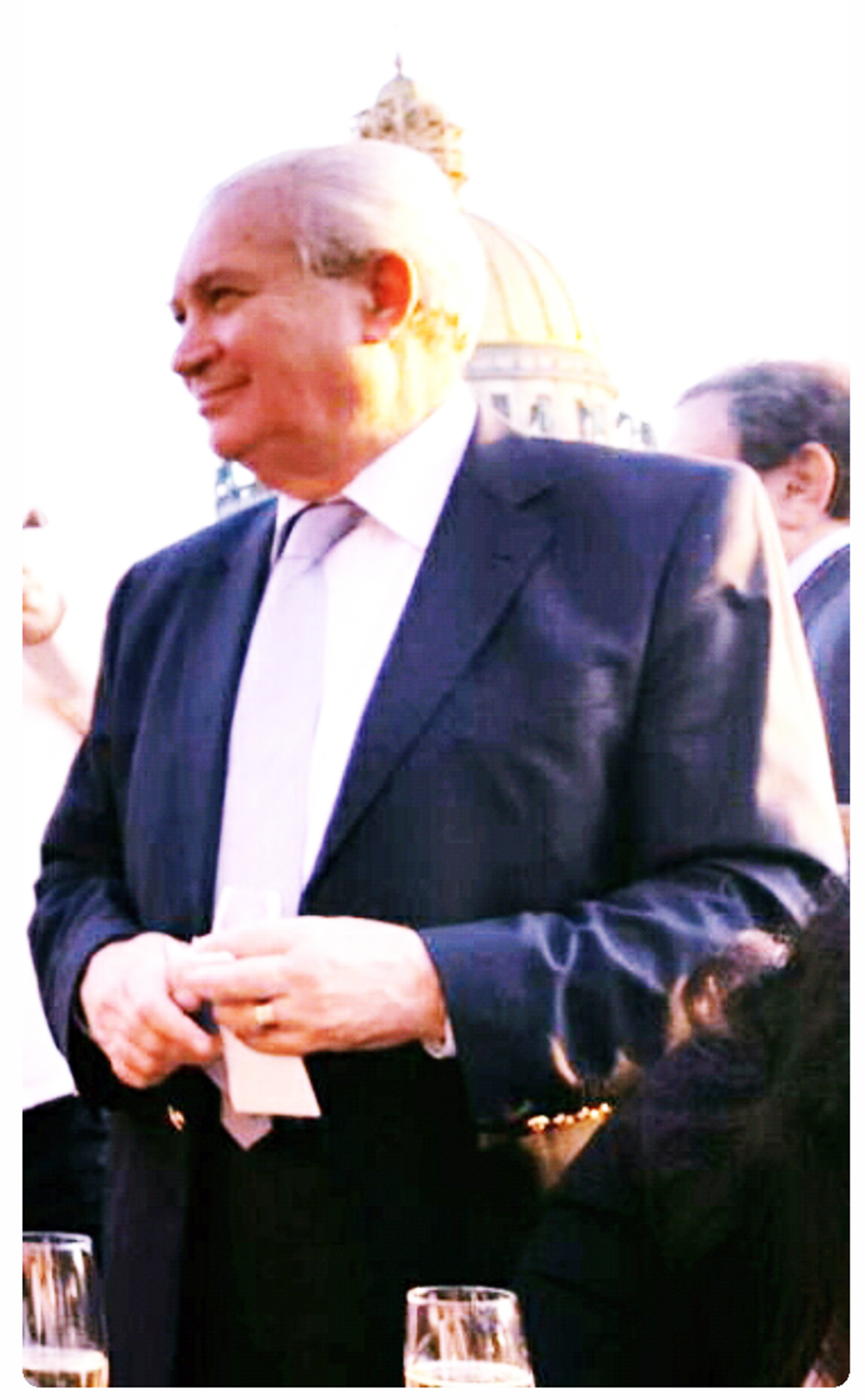
Aydın Sefa Akay, 2017

Aydın Sefa Akay (* 3. August 1950 in Ankara) ist ein türkischer Diplomat und Richter. Er war von 2003 bis 2012 als Richter am
Internationalen Strafgerichtshof für Ruanda tätig.

## Leben und Beruf
Akay legte 1972 seinen Bachelor an der Universität Ankara ab, setzte sein Studium im Bereich der Menschenrechte mit dem Master und dem Doktorat an der Hacettepe-Universität fort.
Es folgten mehrere Jahre (1973 bis 1987) anwaltliche Tätigkeiten. Ab 1987 arbeitete er als Rechtsberater für das Außenministerium.
Ab 2003 gehörte er einem fünfköpfigen UN-Panel an, das mit der Prüfung des Urteils gegen den ruandischen Planungsminister Augustin Ngirabatware beauftragt worden war.
Im September 2016 wurde er verhaftet, weil man auf seinem Handy eine App gefunden hatte, die zur Kommunikation auch von Beteiligten des Putsches genutzt worden war. Seine Immunität wurde nicht anerkannt, da die Anklage nicht in Verbindung mit seinen diplomatischen Tätigkeiten stünde und er wurde zu 7,5 Jahren Haft verurteilt. Akay wurde der versuchte Umsturz der verfassungsmäßigen Ordnung, Totschlag und die Mitgliedschaft in der angeblichen Fethullahistischen Terrororganisation (FETÖ) vorgeworfen. Er erhielt ein Ausreiseverbot und wurde aus der Haft entlassen. Der Fall wird vor dem Kassationshof verhandelt werden.
Akay ist überzeugter Republikaner und Mitglied der Großloge der Freien und Angenommenen Maurer der Türkei.

## Internationale Aufgaben
- 1997–2003: Mitglied des Internationales Zentrum zur Beilegung von Investitionsstreitigkeiten.
- 2003–2012: Richter am Internationalen Strafgerichtshof für Ruanda
- seit 2012: UN-Richter am IRMCT[3]

Zudem arbeitet er für die GRECO des Europarats.